# ヴァレリアン・グヴィリア
ヴァレリアン・グヴィリア（グルジア語: ვალერიან გვილია, ラテン文字転写: valerian gvilia、pronounced [vɑlɛriɑn ɡviliɑ]、ウクライナ語: Валеріане Гвілія、1994年5月24日 - ）は、ジョージアのサッカー選手。ジョージア代表。ポジションはMF。

## クラブ歴
FCメタルルフ・ザポリージャの下部組織出身でトップチームに昇格、2014年8月15日に行われたウクライナ・プレミアリーグ・FCドニプロ・ドニプロペトロウシク戦で初出場。
2016年にベラルーシ・プレミアリーグのFCミンスクに移籍。同年7月初頭に同リーグのFC BATEボリソフに移籍。
2018年1月、FCルツェルンに移籍。

## 代表歴
ウクライナU-21代表に出場していたが、ジョージアU-21代表に転じた。
2016年10月に行われた2018 FIFAワールドカップ・ヨーロッパ予選グループDのアイルランド共和国代表、ウェールズ代表戦でジョージア代表に招集され、6日のアイルランド共和国代表戦で代表初出場。2017年9月に行われた同予選・オーストリア代表戦で代表初得点。

## 個人成績
代表での得点一覧
| No | 日附           | 場所                                             | 対戦相手     | 得点 | 結果 | 大会                                             |
| -- | -------------- | ------------------------------------------------ | ------------ | ---- | ---- | ------------------------------------------------ |
| 1. | 2017年9月5日   | ウィーン・エルンスト・ハッペル・シュターディオン | オーストリア | 1–0  | 1–1  | 2018 FIFAワールドカップ・ヨーロッパ予選グループD |
| 2. | 2018年10月16日 | リガ・ダウガヴァ・スタジアム                     | ラトビア     | 2–0  | 3–0  | UEFAネーションズリーグ2018-19                    |
| 3. | 2019年6月7日   | トビリシ・ボリス・パイチャーゼ・スタジアム       | ジブラルタル | 1–0  | 3–0  | UEFA EURO 2020予選                               |

## タイトル

### クラブ
BATEボリソフ
- ベラルーシ・プレミアリーグ: 2016
- ベラルーシ・スーパーカップ: 2017

レギア・ワルシャワ
- エクストラクラサ : 2回 (2019-20, 2020-21)

ラクフ・チェンストホヴァ
- ポーランド・カップ : 1回 (2021-22)